# アルフ・シェーエン
アルフ・ハンステーン・シェーエン（Alf Hansteen Sjøen, 1914年2月26日 - 1999年12月26日）は、ノルウェー出身の指揮者、ヴァイオリニスト。

## 経歴
1914年、クリスチャニアのグリーネルロッカ地区で生まる。地元の音楽院でイングヴァル・クランネルにヴァイオリン、エイフィン・フィエルスターに指揮法を師事。卒業後の1935年にはベルリン芸術大学へ留学し、グスタフ・ハーヴェマンとハンス・マールケにヴァイオリンの指導を受けた。またジュリアード音楽院にも留学し、セルゲイ・クーセヴィツキーに指揮法を学んでいる。
1939年から1946年まで母校のオスロ音楽院で教鞭をとり、この間の1941年にノルウェー弦楽四重奏団を結成。1946年から客船スカンジナビアに音楽家として乗船し、ブラジルへの演奏旅行を行い、1949年にはアメリカも巡った。
1951年にオスロ・フィルハーモニック協会に入団し、そのユース・オーケストラで指揮活動を行うようになった。1958年にはノルウェー国立歌劇場のコンサートマスターに転出したが、1959年に指揮者に転向してオールボー交響楽団の指揮者となり、1981年まで在任した。
以後は北欧のオーケストラを中心に客演指揮を続けたが、1992年に血栓症を起こして演奏活動から引退した。
1999年、オールボーにて没。